# Hawaiikärrhök
Hawaiikärrhök (Circus dossenus) är en förhistorisk utdöd fågel i familjen hökar inom ordningen hökfåglar. 

## Utbredning
Hawaiikärrhöken förekom tidigare i Hawaiiöarna, antagligen begränsad till Oahu och Molokai eftersom inga fynd har påträffats på de andra öarna. Den dog troligen ut på grund av habitatförstörelse och införsel av polynesisk råtta när Polynesierna anlände till ögruppen. Eftersom hawaiikärrhöken med största sannolikhet häckade på marken kan den ha påverkats kraftig av öns kolonisering.

## Utseende och ekologi
Hawaiikärrhöken var liten jämfört med nu levande arter i släktet. Den hade ganska korta vingar men långa ben. Troligen kan det förklaras av att den var skogslevande och jagade där insekter och småfåglar. Däggdjur fanns inte i Hawaiiöarna innan Polynesierna kom dit.

## Upptäckt och taxonomi
När Helen F. James och hennes man Storrs L. Olson först upptäckte lämningar efter fågeln trodde de att det handlade om en hök i släktet Accipiter på grund av proportionerna. Först 1991 placerade de den i släktet Circus. De beskriver att de valde det vetenskapliga namnet dossenus (=clown, narr) eftersom den "inledningsvis narrade oss". De noterade också att på grund av kärrhökarnas världsomfattande utbredning och att amerikansk kärrhök setts i ögruppen är det fullt möjligt att en kärrhöksart har utvecklats lokalt här.
Genetiska studier visar vidare att kärrhökarna är inbäddade i höksläktet Accipiter så som det är traditionellt är konstituerat. De står faktiskt närmare duvhöken genetiskt än vad den senare står nära sparvhöken. Det medför att antingen bör de distinkta kärrhökarna inkluderas i Accipiter eller så bör Accipiter delas upp i flera mindre släkten. Inga internationella taxonomiska auktoriteter har dock ännu implementerat resultaten från studierna i deras taxonomier.